# Heinrich Schubert (Bergingenieur)
Heinrich Schubert (* 23. Januar 1926 in Pirna; † 9. April 2018) war ein deutscher Ingenieur für mechanische Verfahrenstechnik und Aufbereitungstechnik.

## Leben

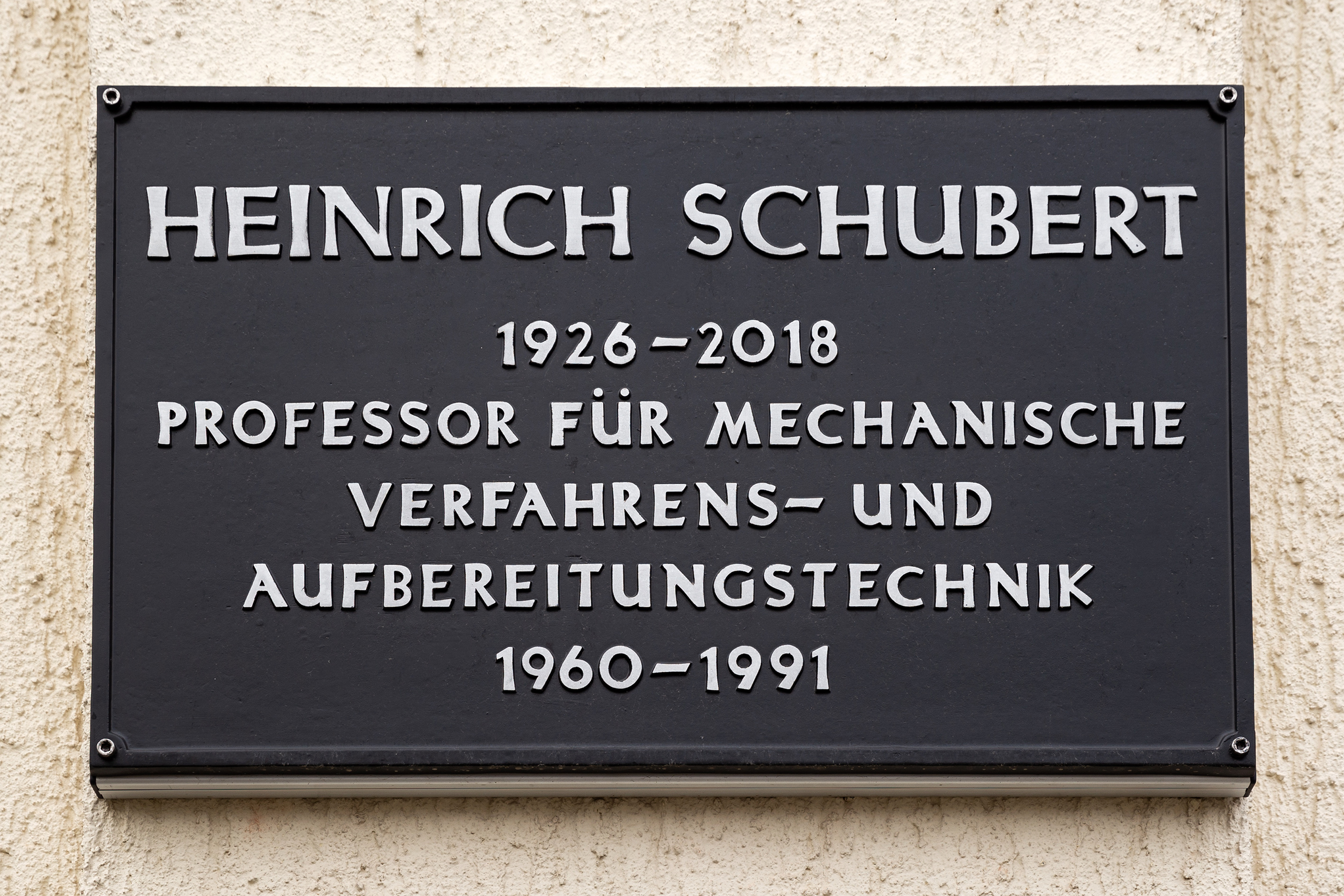
Gedenktafel in Freiberg

Schubert studierte ab 1947 an der Bergakademie Freiberg mit dem Abschluss als Diplomingenieur für Aufbereitungstechnik 1951 und Diplom-Ingenieur für Bergbau 1952. Er wurde 1956 promoviert (Flotierbarkeit und Strukturbeziehungen bei kationaktiver Flotation) und 1971 habilitiert (Promotion B) mit der Schrift Die Rolle der Assoziation der unpolaren Gruppen bei der Sammleradsorption (veröffentlicht in Freiberger Forschungshefte 1972). Ab 1952 war er in der Nicht-Eisen Metallindustrie der DDR (Kupferschiefer-Bergbau in Mansfeld) und wurde Technischer Direktor bei der VVB NE-Metallindustrie. Ab 1960 war er Professor an der Bergakademie Freiberg (ab 1969 ordentlicher Professor für mechanische Verfahrenstechnik und Aufbereitungstechnik und Direktor des zugehörigen Instituts). 1963 bis 1975 war er dort Prorektor für Forschung und 1980 bis zur Emeritierung 1991 Dekan der Fakultät für Technische Wissenschaften.
Schubert war Gastprofessor an der University of Queensland (1981), der University of Iowa (1982) und der Iron and Steel University in Wuhan (1989).
Er verfasste Standardwerke über Aufbereitungstechnik und mechanische Verfahrenstechnik. Er befasste sich auch mit Hydrodynamik von Mehrphasenströmungen (Flotation) und Partikeltechnologie (Modifizierung von Festkörper-Grenzflächen durch Adsorption, Mechanochemie), Mechanik von Schüttgütern und Mikroprozessen beim Zerkleinern mit Anwendung zum Beispiel bei Aufbereitung von Kalisalzen und Abfall-Recycling. In dem von Schubert geleiteten Partikeltechnologischen Kolloquium trugen im Rahmen des Berg- und Hüttenmännischen Tags 1987 in Freiberg Eric Forssberg, Eberhard Gock, Karl-Eugen Kurrer, Kurt Leschonski, Stefan Michaelis u. a. über ihre Forschungen vor.
1980 erhielt Schubert den Nationalpreis der DDR für Wissenschaft und Technik und 1967 die Abraham Gottlob Werner Plakette. Er war Ehrendoktor der TU Miskolc (1987) und der TH Leuna-Merseburg (1988). 1997 erhielt er die Hans Rumpf Medaille der Deutschen Vereinigung für Chemie- und Verfahrenstechnik. 2006 erhielt er den Lifetime Achievement Award des  International Mineral Processing Congress (IMPC). 1991 stand er dem 17. IMPC in Dresden vor. Er hatte eine Ehrenprofessur an der Universität Wuhan.
Er hielt rund 25 Patente und war 1985 bis 1992 Mitherausgeber des International Journal of Mineral Processing und ab 1990 von Advanced Powder Technology.

## Schriften
- Aufbereitung fester Stoffe, 3 Bände, 4. Auflage, Stuttgart: Deutscher Verlag für Grundstoffindustrie 1996 (zuerst 1964 als: Aufbereitung fester mineralischer Rohstoffe)
- Mechanische Verfahrenstechnik, 3. Auflage, Leipzig: Deutscher Verlag für Grundstoffindustrie 1990 (als federführender Autor)
- Herausgeber und Mitautor: Handbuch der Mechanischen Verfahrenstechnik, 2 Bände, Wiley-VCH 2003